# سوريا في الألعاب الأولمبية الصيفية 1980
شاركت سوريا في الألعاب الأولمبية الصيفية 1980 في موسكو، الإتحاد السوفيتي

## مقالات ذات صلة
- الوطن العربي في الألعاب الأولمبية الصيفية 1980